# Научна фантастика
Научна фантастика (енгл. science fiction – досл. „научна фикција”; скраћ. НФ, енгл. SF) јесте жанр у којем део или цела прича зависи од утицаја науке, било стварног или замишљеног, да створи услове или догађаје који се у стварности још нису десили (а који никада и не морају да се десе). Научна фантастика је уметнички жанр који обрађује разне опште људске ситуације смештене у замишљену будућу реалност која се темељи на данас знаним научним подацима за разлику од жанра тзв. „чисте” или фантастике у ширем смислу која се не темељи на науци. Границе жанра нису јасно дефинисане као ни границе поджанрова. Многа научнофантастична дела садрже обележја других уметничких жанрова, попут криминалистичких романа, романа страве и ужаса, историјских романа и фантастике. Традиционално се сматра да су данас покојна тројка Исак Асимов, Артур Ч. Кларк и Роберт А. Хајнлајн највећи књижевни мајстори овог жанра који се много променио од времена у коме су живели, а који се често назива „златним добом”.

## Историја
За родоначелника жанра се сматра Мери Шели са њеним делом Франкенштајн или модерни Прометеј, које говори о научнику који трага за тајном живота. То је прво дело чија радња не би била могућа без науке, тј. чији је наука саставни и неизоставни део.
Значајни представници научне фантастике из друге половине 19. на прелазу у 20. век су Жил Верн и Херберт Џорџ Велс. Верну се често приписивао пророчки карактер, пошто су многа научна достигнућа која су описана у његовим књигама у дужем или кратком временском периоду постала реалност, али те тврдње занемарују чињеницу да се Верн кретао у научним круговима тог времена и да је био пријатељ са научницима, тако да је био изложен њиховим идејама и слободно их је користио у својим делима. Велс је пак познатији по томе што се углавном бавио негативним последицама научног напретка тако да ова два писца представљају својеврсне супротности научне фантастике свог доба.

Велики раст популарности научне фантастике збио се почетком 20. века, када је иста објављивана у петпарачким романима. Број дела који је изашао у то време је био огроман, али је општи квалитет био врло низак. Из тог времена је чувена изјава једног од тадашњих аутора, Теодора Стерџена: 
„Тачно је да је 90% научне фантастике ђубре; али 90% свега је ђубре.”
Од тога потиче и карактеризација научне фантастике као шунда који се пише углавном за широку публику и има врло мале или никакве литерарне вредности. У том су времену међутим свој рад започели неки писци чија су дела касније учинила да научна фантастика постане призната као литерарно вредна, а најчешће се помињу Исак Асимов, Артур Ч. Кларк, Реј Бредбери, Харлан Елисон.
Амерички часопис Amazing stories настао 1926. године је први часопис посвећен искључиво научној фантастици који је помогао дефинисању овог књижевног жанра.
Крајем 1960-их година, са хипи револуцијом дешава се и револуција у научној фантастици - из тог времена је запажена збирка кратких прича - приповедака разних аутора, Опасне визије, коју је сачинио Харлан Елисон, и за коју се сматра да је донела својеврсну револуцију у жанру. Често се говори да је списак аутора који се појављују у збирци својеврсни „Ко је ко у научној фантастици 1960-их година“ а многе приче из те збирке су добиле научнофантастичне награде „Хуго“ и/или „Небула“.
Касније године су донеле критичко признање научној фантастици, чему су допринели и филмови као што су Соларис Андреја Тарковског и 2001: Одисеја у свемиру Стенлија Кјубрика.

## Друштвени утицај
Велики пораст популарности научне фантастике током прве половине 20. века био је уско везан за тадашње поштовање науке, као и брз темпо технолошких иновација и нове изуме. Научна фантастика често предвиђа научни и технолошки напредак. Нека дела предвиђају да ће нови изуми и напредак побољшати живот и друштво, на пример приче Артура Кларка и Звезданих Стаза. Други, као што су Времеплов Х. Г. Велса и Храбри нови свет Олдоса Хакслија, упозоравају на могуће негативне последице. На основу става дела научна фантастика се, самим тим, дели на утопистичку (заснованој на оптимизму и вери у човечанство) и дистопистичку (по којој је човек најгоре биће које постоји).
Национална фондација за науку је 2001. године спровела истраживање на тему "Јавни ставови и разумевање јавности: научна фантастика и псеудонаука." Откривено је да људи који читају или преферирају научну фантастику могу размишљати о науци или се према њој односити другачије од других људи. Они такође имају тенденцију да подрже свемирски програм и идеју о контакту с ванземаљским цивилизацијама. Карл Сеган је написао: "Многи научници дубоко укључени у истраживање Сунчевог система (и ја међу њима) први су се у том правцу окренули научном фантастиком."
Брајан Олдис описао је научну фантастику као „културну позадину“. Докази за овај широко распрострањен утицај могу се пронаћи у трендовима да писци користе научну фантастику као средство заговарања и стварања културних анализа, као и за наставнике када предају у различитим областима академских дисциплина које нису ограничене на природне науке. Научник и критичар научне фантастике Џорџ Едгар Слезер рекао је да је научна фантастика "једини прави међународни књижевни облик који данас имамо и као такав се развио у визуелне медије, интерактивне медије и на све нове медије које ће свет измислити у 21. веку. Прелазна питања између науке и хуманизма пресудна су за наредни век."

### Као протестна литература
Научна фантастика се понекад користи као облик друштвеног протеста. Џорџ Орвелова 1984-а (1949) је једно важно дело о дисутопијске научне фантастике. Често се спомиње у протестима против држава и влада који се препознати као тоталитарни. Џејмс Камерунов филм из 2009 Аватар је био осмишљен као протест против империјализма, и поготову европске колонијализације Америке. Постери су коришћени, између осталог, од стране Палестинаца у њиховим протестима против Израела.
Роботи, вештачка интелигенција, људски клонови, паметни рачунари, и њихов могући сукоб људским друштвом су најчешће главне теме у научној фантастици све од издавања Шелијевог Франкенштајна. Неки критичари су видели ово као бригу аутора због отуђења међу људима која се могу видети у модерном друштву.
Феминистичка научна фантастика поставља питања о друштвеним проблемима као што су како друштво формира улоге родова, улоге репродукције у дефинисању полова, као и неједнака политичка или лична моћ једног пола у односу на други. Нека дела су илустрирала ове теме користећи утопије да истраже друштво у коме полне разлике или разлике у полној структури моћи не постоје, или дисутопије да истраже светове у којима су полне неједнакости израженије, дајући подстрек феминистима да наставе свој рад.
Климатска фикција, или "cli-fi", бави се изазовима промене времена и глобалног загревања. факултетски курсеви о литератури и питањима околине мога да укључе и фикцију климатске промене у својим наставним плановима, и често се коментаришу од стране других медија изван кругова љубитеља научне фантастике.
Либертаријанска научна фантастика се фокусира на политику и друштвено уређење подржано од стране десних либертијанских филозофија са освртом на индивидуализам и приватно власништво, а у неким случајевима и антистатизма.
Комична научна фантастика често нуди сатиру и критикује данашње друштво, а понекад и исмејава конвенције and клишее много озбиљније научне фантастике.

### Искра сумње
За научну фантастику се често каже да ствара "трачак сумње". Уредник и критичар научнофантастичних дела Дејвид Хартвел пише: "Привлачност научне фантастике лежи у комбинацији рационалног, могућег и чуда. То је привлачност чула сумње". Карл Саган каже: "Једна од великих доприноса научне фантастике је да може пренети делиће, наговештаје и фразе о знању које је непознато или недоступно читаоцу . . . тера те да размишљаш док вода излази из каде или док шеташ шумом током првих снежних падавина."
1967, Исак Асимов коментарисао је промене које су се тада дешавале у круговима љубитеља научне фантастике: "И зато што данашњи живот толико личи на јучерашњу фантазију, стари фанови су неуморни. Дубоко унутра, признали или не, налази се разочарање што је спољашњи свет увредио њихову приватност. Они осећају губитак „осећаја чуда“, јер оно што је некада било заиста „чудесно", сада је постало обично и свакодневно."

## Поджанрови научне фантастике
Поджанрови научне фантастике се обично означавају и класифицирају зависну од главне теме, односно мотива дела. Оне могу бити разноврсне, па је погрешно, као што је то дуго времена био случај код већине нефанова, жанр поистовећивати искључиво са свемирским истраживањима или ванземаљцима. У овом тексту су наведене неке од најпопуларнијих мотива научне фантастике заједно са примерима; потпуну класификацију је тешко спровести због различитих тумачења и критерија, али и због тога што многа НФ-дела садрже више споменутих мотива.

### Први контакт
Први контакт је један од најстаријих поджанрова. Он описује први сусрет људи и ванземаљаца, а његов први успешан и данас још веома популаран пример је Велсов Рат светова из 1898. године који се такође може свести и у апокалиптички поджанр. Најпознатији примери потпуно чистих примера овог поджанра би били Кларков Састанак са Рамом, који описује пролазак големог ванземаљског свемирског брода кроз Сунчев систем, Спилбергов филм Блиски сусрети треће врсте о првом контакту с доброћудним свемирцима на нашој планети, роман Контакт Карла Сејгана у којем Земља добија технологију за слање представника на сусрет са ванземаљцима, те Збогом Господару из 1940. по којој је снимљен класични Дан када је Земља стала те култна прича Да служи човеку Дејмона Најта из 1950. која је послужила као инспирација за телевизијску минисерију  и њене поновне адаптације.
У најосновнијој интерпретацији поджанра први контакт се бави с првим сусретом људи и свемираца те неспоразумима и проблемима који из тога настају. Уколико они доводе до ратова, таква дела често садрже елементе других подржанрова.

### Апокалиптични НФ
Апокалиптични и постапокалиптични НФ је поджанр научне фантастике која се бави неком општом катастрофом или догађајима након ње. Сама врста катастофе да би дело ушло у овај поджанр је потпуно неважна, а њени најпопуларнији облици су нуклеарни рат (и догађаји након њега), епидемије које униште по 95% или више становника, удар астероида, напад свемираца чији је циљ истребљење врсте Homo sapiens и слично.
Уз Велсов Рат светова, једно од најранијих дела жанра је The Scarlet Plague koje je 1912. napisao Џек Лондон који описује свет шездесет година након епидемије која је опустошила свет. Мотиве глобалне пошасти користи класични и више пута екранизирани роман Ја сам легенда Ричарда Матесона из 1954. године, као и популарна ББЦ-јева серија Преживели из 1970-их која је приказивала напоре шачице преживелих да преживе и обнове цивилизацију.
Један од најпопуларнијих мотива овог поджанра јесу дела која описују удар комета, астероида или сличну козмичку катаклизму и њене последице по Земљу. Међу романима се истиче Луциферов Чекић Ларија Нивена и Џерија Порнела из 1977. године. Сличан мотив представљају и напади ванземаљаца; примери таквих дела би могли бити филм Дан независности из 1996. године
Посебан подстицај апокалиптичком и постапокалиптичком жанру је у доба хладног рата пружио концепт нуклеарног холокауста, који је подстакао низ дан-данас популарних и утицајних дела, почевши од Андерсонове приче Сутрашња деца из 1947. године, преко романа На плажи Невила Шута из 1957. о радиоактивном тровању последњих људи у Аустралији, па до Алас, Вавилона Пата Франка из 1959. године. Исти је поджанр заслужан и за нека од најхваљенијих дела британске телевизије - псеудодокументарни филм Ратне игре из 1965. године и ТВ-серију Влакна 1980-их.
На сличан начин је нафтни шок 1973. године подстакао постапокалиптична дела у којима цивилизација нестаје услед наизглед баналних догађаја који поткопају од сложене технологије зависно друштво. Класичан пример је Јеремија, стрип Ермана Ипена о Америци која је након крвавог грађанског рата сведена на изоловане феудалне енклаве, а који је значајно утицао на Побеснели Макс 2: Друмски ратник у коме је нестанак нафте од некад цивилизованих земаља створио пустош којом тумарају бескрупулозни варварски пљачкаши.
Део таквих дела понекад има и оптимистичан тон, односно као јунаке приказује идеалистичке појединце који се жртвују како би обновили цивилизацију или барем сачувају њено семе за далеку будућност. Класична дела тог жанра su Славопојка за Леибовица Волтера М. Миолера Млађег и Поштар Дејвида Брина.

### Путовање кроз време
Путовање кроз време је поджанр који чине дела која се баве путовањима у прошлост или будућност помоћу временске машине или на неке друге начине. Концепт, поготово када је у питању путовање у прошлост, изазива честе расправе о његовој научној утемељности, не само међу НФ-писцима, него и међу озбиљним физичарима. Најчешће се при томе као аргумент користи тзв. временски или дедов парадокс, односно могућност временског путника да оде у прошлост, убије властитог претка, али тиме истовремено уклони и себе, односно једину особу која је могла доћи из будућности и направити тај чин.
НФ-писци су дуго времена настојали да реше проблем временског парадокса у својим причама, настојећи да створе разне механизме који спречавају временске путнике да мењају прошлост. Међу таквим примерима се може наћи Миленијум Џона Варлија у којем временски путници могу имати слободну интеракцију само са особама пред смрт или нестанком, као и апокалиптични филм Дванаест мајмуна из 1996. године у коме временским путници из будућности воде унапред изгубљену битку за заустављање апокалиптичне заразе у прошлости. Једно од у последње време најпознатијих дела које користи мотив путовања кроз време, а истовремено га комбинује са љубавном причом, је Жена временског путника, роман Одри Нифенегер из 2003. године.
Други НФ-писци омогућавају временским путницима да мењају прошлост, често са разним неочекиваним последицама. Међу таквим делима се истиче класични Асимовљев роман Крај вечности и Андерсонове приче где време чува Временска патрола. Дела у којима временски путници могу да мењати прошлост често као додатни мотив користе концепт паралелних универзума (створених интервенцијом уз „нормални” временски ток) и алтернативне историје.

## Одабрани писци
- Радмило Анђелковић
- Исак Асимов
- Реј Бредбери
- Вилијам Гибсон
- Филип К. Дик
- Томас Диш
- Харлан Елисон
- Зоран Живковић
- Оливер Јовановић
- Зоран Јакшић
- Артур Ч. Кларк
- Урсула Ле Гвин
- Станислав Лем
- Тамара Лујак
- Александар Марковић
- Орсон Скот Кард
- Нил Стивенсон
- Браћа Стругацки
- Филип Хозе Фармер
- Роберт Хајнлајн
- Ден Симонс
- Јан де Фаст
- Грег Бер
- Роџер Зелазни
- Жил Верн
- Херберт Џорџ Велс
- Даглас Адамс
- Октавија Батлер